# Küblis
Küblis (im höchstalemannischen Ortsdialekt Chüblisch, rätoromanisch Cuvlignasⓘ) ist eine politische Gemeinde im Schweizer Kanton Graubünden. Sie gehört zur Region Prättigau/Davos.

## Geographie

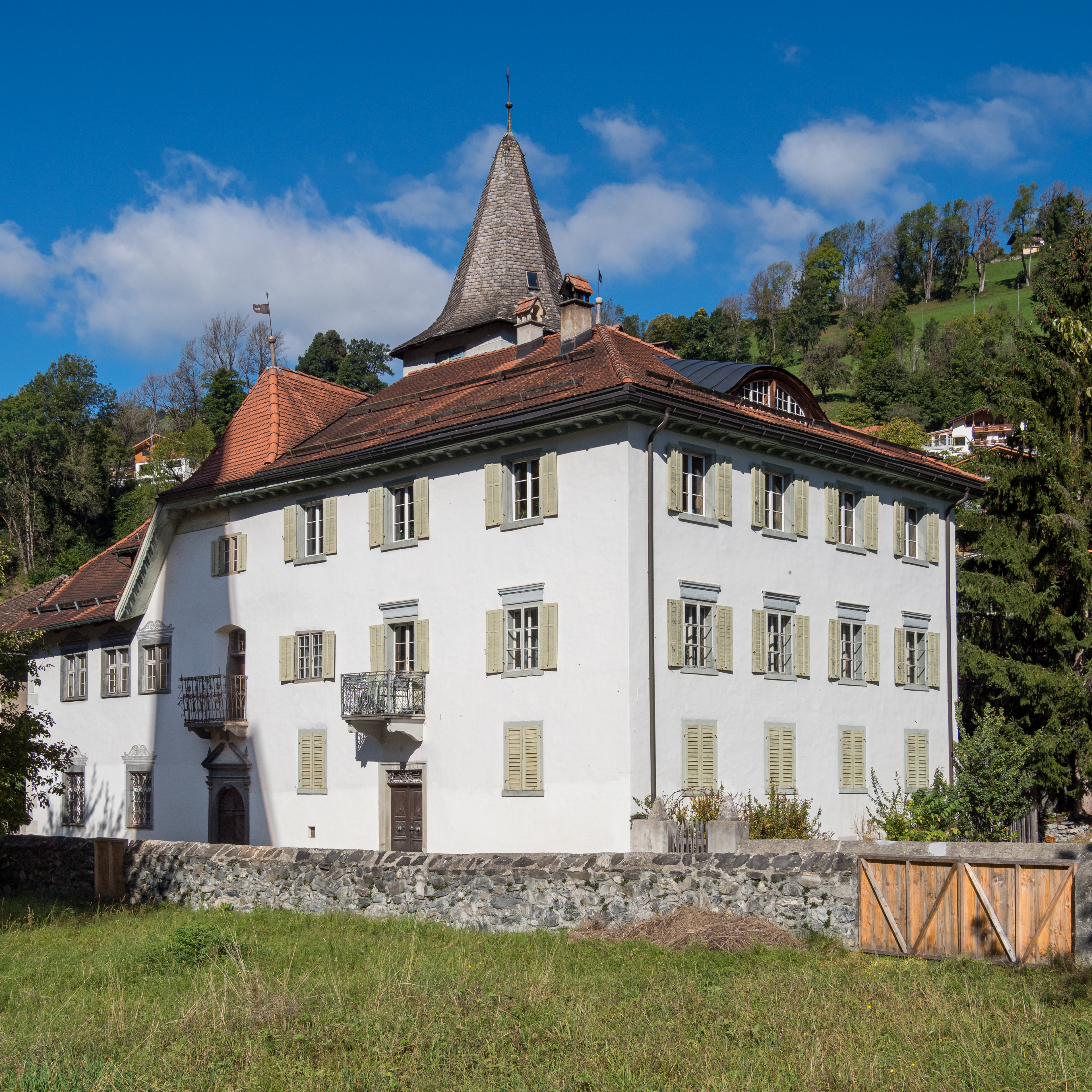
Das «Schlössli» wird als Wohngebäude genutzt.

Die Gemeinde liegt im mittleren Prättigau nahe der Mündung des Schanielabachs in die Landquart. Neben dem Strassendorf Küblis in der Talsohle umfasst sie die Weiler Pläviggin, Prada und Tälfsch.
Der grösste Teil des Gemeindegebiets liegt im Sektor zwischen Landquart und Schanielabach. Die Grenze verläuft auf rund 4 Kilometer Länge entlang des Bachs, um dann durch das Horntobel zum Jägglisch Horn (2290 m ü. M.), einem Ausläufer der Madrisagruppe, hinauf zu führen. Auf dem Grat zwischen Jägglisch Horn und Saaser Calanda liegt der mit 2371 m höchste Punkt der Gemeinde. Südlich der Landquart gehört lediglich ein bis auf rund 1100 m ansteigender Hangabschnitt zu Küblis.
Vom gesamten Gemeindeareal von 813 ha sind 358 ha landwirtschaftlich nutzbar. Darin eingeschlossen sind allerdings 208 ha Alpwirtschaften. Eine beinahe gleich grosse Fläche von 345 ha ist von Wald und Gehölz bedeckt. Der Rest sind 70 ha unproduktive Fläche (meist Gebirge) und 40 ha Siedlungsfläche.
Küblis grenzt an Conters im Prättigau, Fideris,

Klosters und Luzein.
| Luzein | Luzein                                      | Luzein   |
| Luzein | Kompassrose, die auf Nachbargemeinden zeigt | Klosters |
|        | Conters im Prättigau                        | Klosters |

## Geschichte

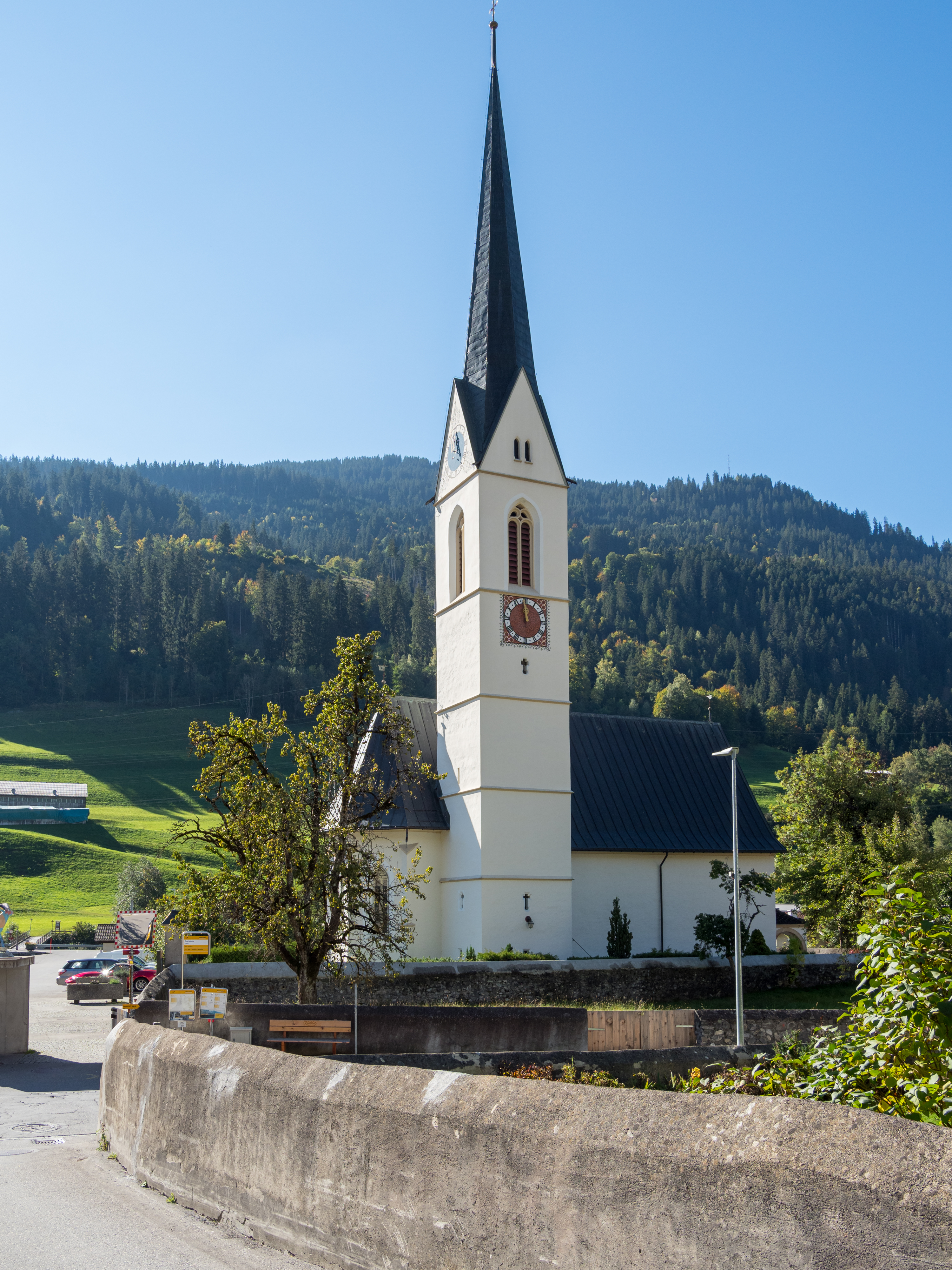
Reformierte Kirche

Küblis, Luftbild von Werner Friedli von 1954

1351 als ze Cüblins, 1389 als Kúblis erwähnt. Die im 15. Jahrhundert zerfallene Burg derer von Kapfenstein (Ober-Sansch) war ursprünglich im Besitz der gleichnamigen Herren, dann der Freiherren von Vaz (Mitte 13. Jahrhundert bis 1338), die im Prättigau die hohe Gerichtsbarkeit ausübten und ausgedehnte Güter besassen. Im inneren Prättigau folgten ihnen 1338 bis 1436 die Grafen von Toggenburg, dann die von Montfort und von Matsch, deren Nachfolge 1477 bis 1649 Österreich antrat. Ab 1436 war Küblis als Nachbarschaft des Gerichts Klosters Ausserschnitz (seit 1851 Kreis Küblis) dem Zehngerichtenbund zugehörig.
Die Kirche St. Nikolaus, urkundlich 1428 als Tochterkirche von St. Johannes in Schiers erstmals erwähnt, wurde 1464 durch Wildwasser zerstört, 1472 neu gebaut. Um 1530 erfolgte der Übertritt zur Reformation und die Bildung einer eigenen Pfarrei. Die im 14. Jahrhundert von Klosters her einsetzende Walsereinwanderung führte zur Germanisierung, die Mitte des 16. Jahrhunderts abgeschlossen war. 1464, 1762 und 1910 wurde Küblis von Hochwassern heimgesucht.
Bis um 1920 blieb die Viehzucht Haupterwerbszweig der Kübliser Bevölkerung. Im 16. Jahrhundert wurde kurzfristig eine Eisenschmelzhütte betrieben. Wirtschaftliche Impulse brachten der Bau der Prättigauer Talstrasse (1843 bis 1863) und 1890 der Anschluss an die Bahnstrecke Landquart–Davos der Rhätischen Bahn. 1920 bis 1922 wurde das Kraftwerk Küblis der Bündner Kraftwerke (heute Repower AG) in Betrieb genommen, deren finanzielle Abgaben eine wichtige Einnahmequelle für die Gemeinde darstellen. Auch Baugewerbe, Handwerk und Industrie (Holz- und Metallverarbeitung) erlebten dadurch einen Aufschwung. Seit den 1930er Jahren wird am Parsenn Tourismus betrieben. 2000 stellte der dritte Erwerbssektor fast zwei Drittel der Arbeitsplätze.

## Wappen
| Wappen von Küblis | Blasonierung: «In Gold eine halbe schwarze Gämse, rot bewehrt» |
| Wappen von Küblis | Übernahme aus dem Familienwappen der Sansch, deren Stammburg, die heutige Ruine der Burg Kapfenstein, sich bei Küblis befand. Gleichzeitig ist die Gams aber auch ein Hinweis auf das Jagdrecht, das unter anderem im Prättigauer Freiheitskampf erworben wurde. |

## Bevölkerung
Von den Ende 2019 853 Bewohnern waren 702 (= 82,30 %) Schweizer Bürger.
| Bevölkerungsentwicklung | Bevölkerungsentwicklung | Bevölkerungsentwicklung | Bevölkerungsentwicklung | Bevölkerungsentwicklung | Bevölkerungsentwicklung | Bevölkerungsentwicklung |
| ----------------------- | ----------------------- | ----------------------- | ----------------------- | ----------------------- | ----------------------- | ----------------------- |
| Jahr                    | 1850                    | 1900                    | 1950                    | 2000                    | 2020                    |                         |
| Einwohner               | 455                     | 416                     | 716                     | 830                     | 891                     |                         |

## Politik
Der Gemeindepräsident ist Thomas Gort (Stand 2022).

## Wirtschaft, Verkehr und Bildung

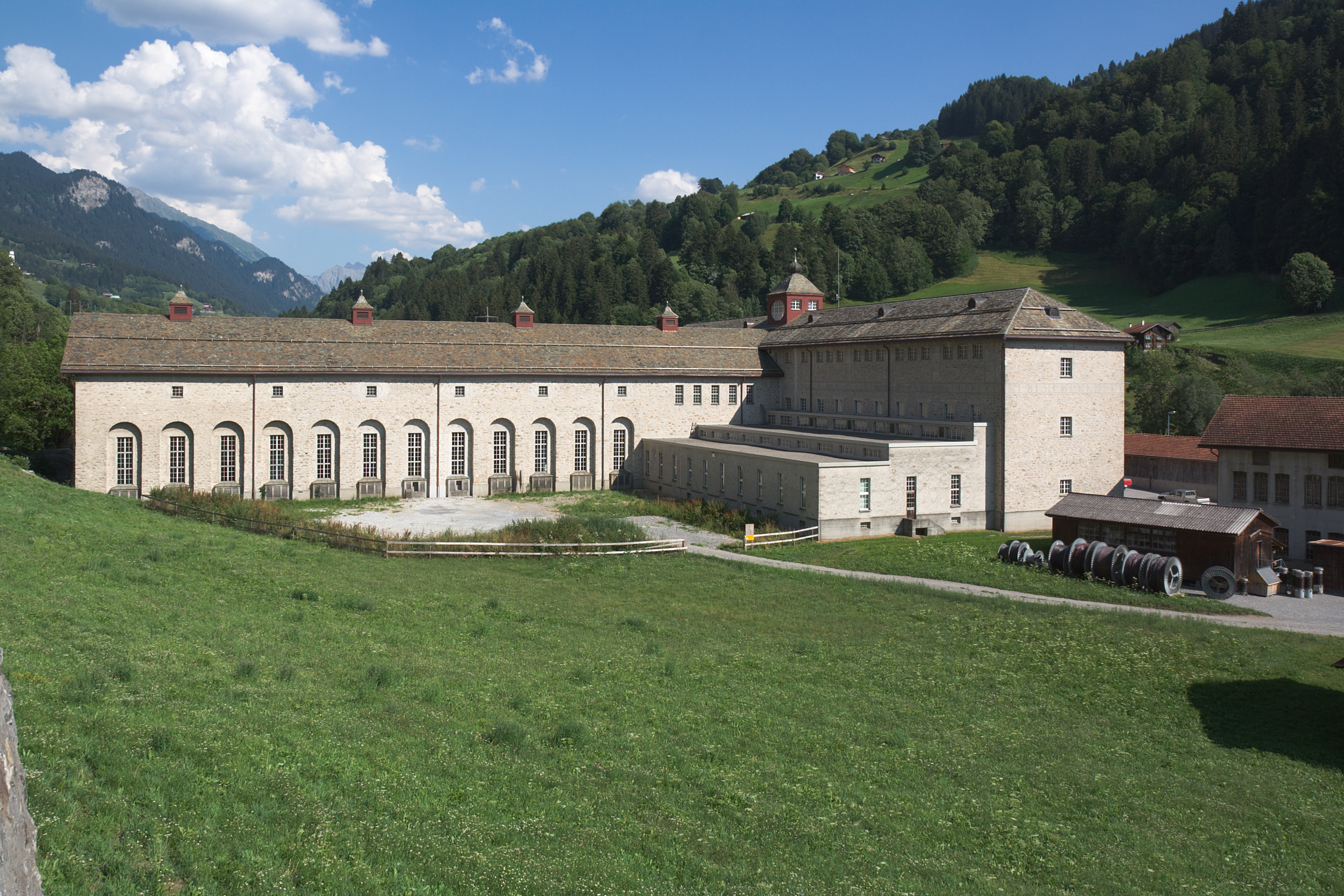
Kraftwerkszentrale in Küblis

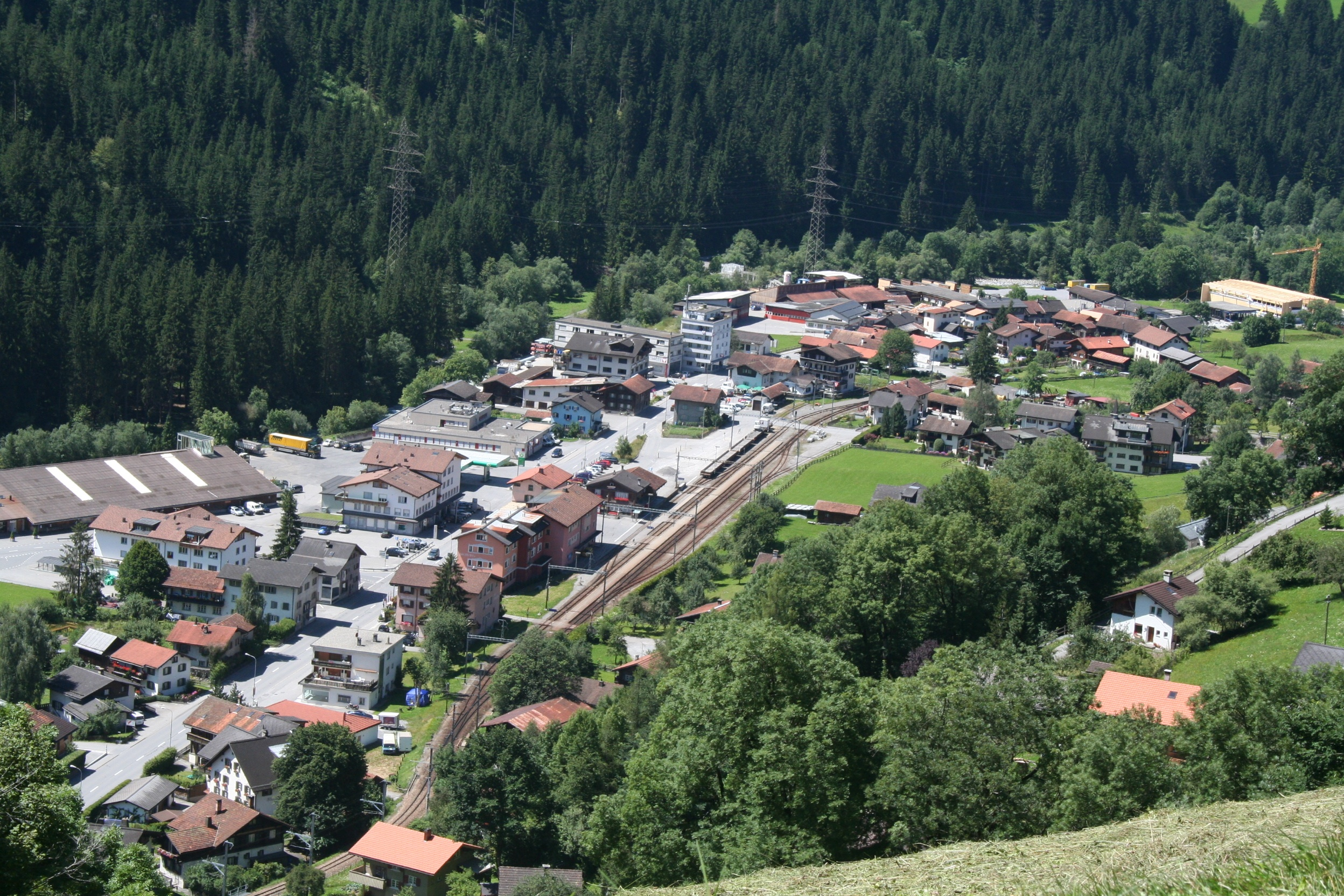
Bahnhof Küblis

Die zentrale Lage und die relativ kleine Gemeindefläche führten dazu, dass die Landwirtschaft früher als in den umliegenden Orten ihre dominierende Stellung verlor und sich eine vielfältige kleingewerbliche Struktur entwickelte.
Am 30. Juni 2016 war die Eröffnung der Umfahrung Küblis auf der zum Nationalstrassennetz gehörenden Hauptstrasse 28.
Vom Bahnhof Küblis an der 1889 eröffneten Bahnlinie Landquart–Klosters der Rhätischen Bahn verkehren Postautolinien nach St. Antönien, Conters im Prättigau und Fideris–Jenaz.
Das Schulhaus beherbergt Primar-, Real- und Sekundarschule sowie eine Heilpädagogische Schule für einen grösseren Einzugsbereich.

## Tourismus
Der Tourismus profitiert von der Nähe zu den bekannten Zentren Klosters und Davos. In Küblis endet die mit 7,5 km zweitlängste Piste des Skigebiets Parsenn, ein Teilstück der klassischen Parsennabfahrt, welche vom Weissfluhgipfel bis ins Tal gut 2000 m Höhendifferenz aufweist. Im Sommer und Herbst können Wander- und Mountainbike-Touren unternommen werden. An Unterkünften stehen vier Hotels und eine Reihe von Ferienwohnungen zur Verfügung.

## Sehenswürdigkeiten

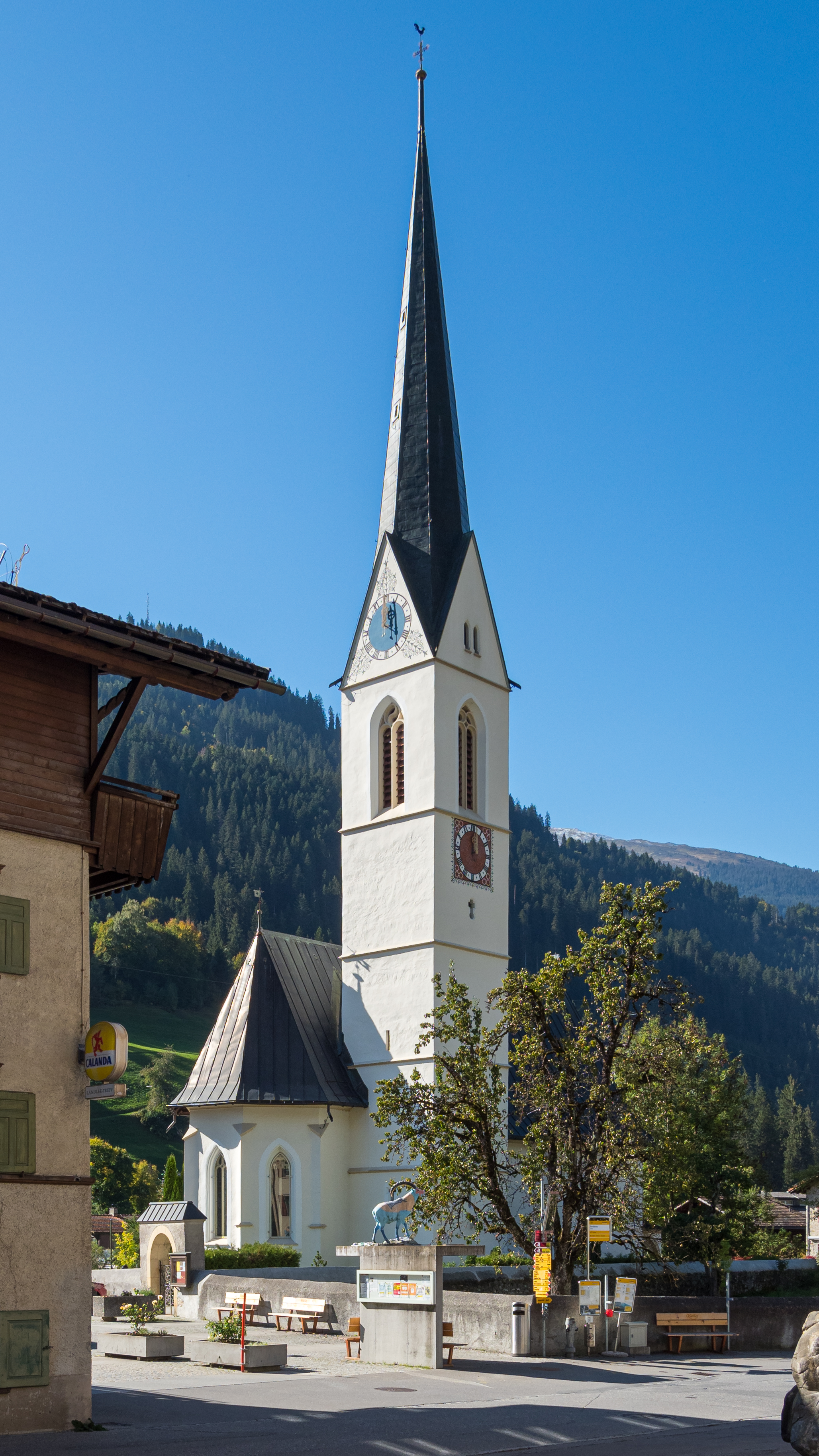
Reformierte Kirche

- Die Ende des 15. Jahrhunderts erbaute reformierte Nikolaikirche ist ein einheitlicher Bau der Spätgotik mit Sterngewölbe und Masswerkfenstern im Chor. Die Glasgemälde der zwölf Apostel schuf Augusto Giacometti im Jahr 1921.
- Kraftwerk Küblis Anlage zwischen Industrie- und Repräsentationsbau, 1922.
- Oberhalb des Dorfes beim Weiler Tälfsch liegen die Ruinen der Burg Kapfenstein
- Im Weiler Dalvazza (politisch zur Gemeinde Luzein gehörend) steht das Passagenhaus des Künstlers Peter Trachsel, mit einem kubusförmigen Hauptgebäude, einem Archivcontainer und zwei Aussenbühnen.

## Persönlichkeiten
- Nicolin Sererhard (1689–1756), reformierter Pfarrer und Chronist
- Nina Caprez (* 1986), Sportkletterin
- Marc Wieser (* 1987), Eishockeyspieler
- Dino Wieser (* 1989), Eishockeyspieler
- Harry Braillard (* 1999), Unihockeyspieler